# Keltischer Kirchengesang
Keltischer Kirchengesang (englisch Celtic chant) ist die Bezeichnung für das liturgische Choral-Repertoire des keltischen Ritus der katholischen Kirche in Großbritannien, Irland und der Bretagne. Es ist verwandt mit dem gregorianischen Choral des Sarum-Usus, einer Art des römischen Ritus, der den keltischen Ritus im 12. Jahrhundert offiziell ablöste. Keltischer Kirchengesang wurde niemals aufgezeichnet, aber es haben sich einige Spuren erhalten.:798

## Geschichte
Die iroschottische Kirche geht zurück auf die monastischen Traditionen, die St. Patrick im 5. Jahrhundert einführte. Es gab keine zentrale Autorität, so dass sich viele lokale Riten ausprägen konnten, bis Augustinus von Canterbury und andere im 7. Jahrhundert die Traditionen der Benediktiner einführten. Eine wichtige Rolle darin spielte die Festlegung des Osterdatums. Dieser Streit wurde bei der Synode von Tara 692 entschieden. In den nächsten Jahrhunderten setzte sich der Sarum-Usus durch.

## Charakteristika
Die iroschottischen Mönche waren gut vernetzt und gründeten eine ganze Reihe von Klöstern in Europa. Daher war der keltische Kirchengesang beeinflusst von spanischen, gallischen, römischen und sogar kleinasiatischen Vorbildern. Die größte Gemeinsamkeit hat er mit dem Cantus gallicanus.
Ein Gesang, der noch erhalten ist und für typisch keltisch gehalten wird, ist Ibunt sancti, der nachweislich in Irland gesungen wurde.:794 Der Originaltext zeigt typisch keltische Elemente wie Alliterationen und Paar-Strukturen. Die überlieferte Melodie aus einem französischen Manuskript weist eine A-B-A-Struktur auf. Die Eröffnungsphrase wird am Ende der Melodie wiederholt und die Melodie wird in der zweiten Hälfte des Paares komplett wiederholt. Diese Merkmale kommen in der Cantus-romanus-Tradition nicht vor, außer in Sequenzen, die jedoch selbst auf Notker I. und Tuotilos Tropen in der irischen Gründung St. Gallen zurückgehen.